# بيلي س. ساندرز
بيلي س. ساندرز (بالإنجليزية: Billy C. Sanders)‏ هو عسكري أمريكي، ولد في 21 يوليو 1936 في مونتغومري في الولايات المتحدة.